# Cryptotis phillipsii
Cryptotis phillipsii là một loài động vật có vú trong họ Chuột chù, bộ Soricomorpha. Loài này được Schaldach mô tả năm 1966.